# مارک دی یونگ
مارک دی یونگ (انگلیسی: Mark de Jonge؛ زادهٔ ۱۵ فوریهٔ ۱۹۸۴) ورزشکار اهل کانادا است.
وی در مسابقات کشوری و بین‌المللی در مجموع برندهٔ ۳ مدال طلا، ۲ مدال نقره، ۳ مدال برنز شده‌است.